# Ensemble standard
Notion primitive utilisée en analyse non standard, le prédicat standard est censé modéliser les objets qui sont accessibles à nos sens, alors que non standard s'appliquera aux objets qui sont au-delà de notre perception soit parce qu'ils sont trop grands, soit parce qu'ils sont trop petits.
Ainsi, les entiers sont en nombre infini. 0, 1, 2, 3,... sont standard, mais il est certains entiers qui resteront hors de portée de notre esprit. Ces derniers entiers sont les entiers non standard.

## Voir
- Analyse non standard